# 韓慶民
韓慶民（11世纪？—1123年），辽朝官员。
韓慶民在天祚帝保大初年，担任宜州节度使。保大三年正月，金朝将领完颜阇母攻克宜州城（今辽宁省义县），二月，兴中府（今辽宁省朝阳市）收复宜州，金军再克州城。韓慶民在叉牙山抗敌，金军又将其攻克，得粮食五千石。韓慶民被擒不屈，于是被杀。金军把他的妻子配给将士，其妻誓死不从，也壮烈自裁。后来金世宗读《太宗实录》看到夫妇的事迹，叹道：“如此节操，可谓难矣。”